# Église de la Madeleine-et-Saint-Jean de Varenne
Pour les articles homonymes, voir Église de la Madeleine (homonymie).
L'église de la Madeleine-et-Saint-Jean est une église située à Louresse-Rochemenier, en France.

## Localisation
L'église est située dans le département français de Maine-et-Loire, sur la commune de Louresse-Rochemenier.

## Histoire
Lors des Guerres de religion entre Catholiques et Protestants, vers 1567, habitations, église et cimetière : tout le village de Varennes (aussi écrit Varannes, Varanne, Varennes) d’environ 300 âmes fut détruit lors du passage de troupes Huguenotes. Il ne subsiste aucune trace de constructions dans les prairies. Dressées au milieu des champs (à environ deux cents mètres de la route de Gennes à Doué), dans un pré bordé de peupliers et d’un ruisseau, il ne reste aujourd’hui que les ruines de l’ancienne église paroissiale, dont l’origine précise est inconnue,.
Sa fondation remonte au moins au XIIIe siècle ("Parochia de Varenis 1313 (G732 f.2)". Elle était dédiée à Sainte-Madeleine et Saint Jean.
Liste des curés ayant desservi cette paroisse : Jean Bohic 1463-1465, Pierre Bouchier 1498, Jacq. Lemesle, secrétaire de l'évêque, 1518-1519, Jean Rouault, évêque de Rouanne, 1521, Jean Esnault 1558...
Après destruction, l’église et son village ne furent pas reconstruits. La population de Varennes a probablement émigré dans les carrières souterraines de falun du hameau voisin de Rochemenier, transformées à cette occasion en maisons troglodytiques ou en chapelle. Le service paroissial de Varennes fut ainsi transféré dans la chapelle Sainte Emerance à Rochemenier, qui dépendait auparavant de la paroisse de Varennes.
L’ensemble présentant un intérêt historique et architectural est inscrit à l'inventaire supplémentaire des Monuments Historiques depuis le 29 août 1977.
A proximité (à 200 m), se trouve le château privé du Pont-de-Varenne datant du XVe siècle avec chapelle (XVIe siècle) et douves. Une tradition rapportée par Célestin Port précise que sur la façade principale, entre la fenêtre du rez-de-chaussée et celle du second niveau, une allège sculptée en bas-relief représentant deux personnages tenant sur un bâton une grappe de raisin symbolique, proviendrait de l'église de Varennes. En effet, ce bas-relief semble différent du reste du décor et rappelle les sculptures romanes par sa simplicité. Il serait apparu plus tard que les éléments visibles de l'église,.
D’ailleurs, une autre tradition veut que les roturiers ou vilains nouvellement mariés sur les fiefs de Varannes et d’Ecotiers, dans la paroisse de Varannes puis Rochemenier, se voyaient obligés par le seigneur des Ecotiers, de sauter par dessus le ruisseau du Pont à l’endroit nommé le “Saut des mariés”, le jour de la Trinité. S’ils tombaient ou ne le faisaient pas, il devait payer une amende de 15 boisseaux d’avoine, voire subir d’autres conséquences,,.

## Architecture
Il ne reste que la partie centrale de la façade pignon ouest de l'église avec un portail exceptionnel. Elle est soutenue jusqu'au faîte (partie supérieure de la charpente d'un édifice) par deux contreforts à trois étages. Le sommet du fronton de l’entrée principale fut orné d’un triangle postérieurement. En effet, la pointe en pignon a été tronquée (on a retranché une partie). Cette dernière abrite un clocher-mur ou campanile à double bretèche qui ne contiennent plus aucune cloche,.
Le portail se compose d’une baie (ouverture pour circuler) tréflée inscrite dans quatre voussures (courbure d’une voûte) en forme d’ogive. Il est surmonté d’un pignon triangulaire (gâble), aux rampants ornementés en bordure de choux frisés (XIVe siècle), et percé d’un quadrilobe (motif ornemental en forme de “quatre feuilles”). Pour consolider la façade déséquilibrée, des contreforts récents ont été ajoutés au dos,.
Les matériaux utilisés pour les fondations pour former une assise puissante sont de grosses pierres de grison (falun de Doué-la-Fontaine) et du schiste (région d'Angers). Les pierres sont liées avec un mortier d'excellente qualité (chaux et gravier) sans lequel la ruine serait probablement écroulée.
Jusqu'à la fin du XXe siècle elle était située sur une propriété privée et continuait à se dégrader. Les vestiges ont été acquis par la commune en 2009 et ont été restaurés lors de travaux de consolidation financés par la commune et ses habitants avec le soutien du Conseil Général et de la Fondation du Patrimoine.